# 사우디아라비아의 원자력 발전
사우디아라비아는 국내 에너지 소비량이 급증함에 따라, 원자력 발전소를 건설할 계획이다.

## 개요
원자력 발전소 2개를 2020년까지, 16개를 2030년까지 건설할 계획이다. 현재 사우디아라비아는 79개의 비원자력 발전소에서 52 GW의 전기를 생산하고 있다. 2032년까지 110 GWe로 전기 생산량을 늘릴 계획이다. 이에 따라 16개의 원전을 2019년까지 각 70억 달러의 비용으로 건설할 것이다.

## 원자력 발전소
사우디 정부는 2018년 4월초쯤 신규 원전 예비사업자를 발표할 예정이다. 한국, 중국, 프랑스, 미국, 러시아 등 5개국이 사업참여 의향서를 낸 것으로 확인됐다. 사우디아라비아는 2017년 말 원전 수주를 희망하는 나라로부터 받은 상용원전 관련 RFI(기술정보요구서)를 토대로 3~4월경 예비사업자(Short-List)를 발표하고 2018년 말 1400MW급 원자로 2기 건설 사업자를 최종적으로 선정한다. 200억달러(약 21조4200억원) 규모의 계약이다.
2018년 1월 9일, 칼둔 알무바라크 아랍에미리트 아부다비 행정청장이 빈자이드 왕세제의 특사 자격으로 방한해, 한국 APR-1400 원전의 사우디아라비아 수출을 돕겠다고 말했다. 한국은 사우디아라비아에 UAE와 공동진출을 계획중이다. 공동진출안은 UAE가 먼저 제안했으며, 양국이 지분을 나누어 가지는 방식으로 추진될 것이다. 박근혜 대통령이 2015년 UAE를 방문했을 당시 양국은 제3국 원전 진출에 협력한다는 내용의 양해각서를 체결했다. 이번 방한에서, 칼둔 청장은 백운규 산업통상자원부 장관에게 사우디 진출 방법과 관련한 구체적 내용까지 얘기했다. UAE 실권자 무하마드 빈 자이드 알 나하얀(57) 왕세제가 사우디 실세인 무하마드 빈 살만 알 사우드(33) 왕세자의 '멘토'로 알려져 있다. 바라카 원자력 발전소 사업의 발주처인 UAE 원자력 공사(ENEC) 이사회 의장인 칼둔 청장은 무하마드 빈 자이드 알 나하얀 UAE 왕세제의 최측근으로 알려져 있다. 임 실장이 아부다비에서 무함마드 왕세제를 만났을 때도 배석했다.

## 원자력 협정
미국 기업이 사우디 원전 건설에 참여하려면 미국과 사우디 정부가 이른바 '123조약'에 서명해야 한다. 미국 원자력법에 포함된 123조약은 원자력의 평화적 이용과 군사적 전용 가능성을 엄격하게 구분한다. 미국은 현재 한국과 중국, 러시아, 일본 등 48개국과 조약을 맺었다.
미국은 2009년 아랍에미리트(UAE)와 체결한 원자력협정에서 우라늄 농축, 플루토늄 재처리를 금지한다는 이른바 '골드 스탠다드'를 도입한 이후 다른 국가들에게도 이 기준을 제시하고 있다.
반면에, 사우디아라비아는 자체적으로 우라늄 농축을 하겠다는 계획이다.
2017년 10월 31일, 사우디의 핵프로그램을 담당하는 정부기구인 킹압둘라시티 원자력·신재생에너지원(KACARE)의 하심 빈압둘라 야마니 원장은 아랍에미리트(UAE) 아부다비에서 열린 국제원자력기구(IAEA) 각료회의에 참석해서, "(발전용) 우라늄 생산과 관련해 사우디는 핵연료를 자급자족하기 위한 첫 단계로 국내에서 우라늄을 추출하겠다"면서 "사우디는 채산성이 검증된 우라늄 원광을 사용할 것"이라고 말했다. 사우디엔 6만t의 우라늄 원광이 매장됐다는 연구 결과가 10월 초 나왔다.
사우디는 2017년 중국핵공업총공사(CNNC)와 우라늄 탐사를 위한 양해각서를 체결했으며 2012년에는 평화적 핵에너지 이용 협력 협정을 중국핵공업건설집단공사(CNEC)와 체결했다.
2020년 8월 4일, 사우디아라비아가 중국의 지원으로 북서쪽 사막지대에 있는 소도시 알 울라 인근에 우라늄 정광(옐로케이크·우라늄 농축액의 일종) 추출시설을 건설했다.
2020년 8월 7일, 데이비드 올브라이트 과학국제안보연구소(ISIS) 소장도 보고서를 통해 이 시설이 외딴 사막 지역에 위치한 데다 진입로가 길다는 점에서 “의심스럽다”고 묘사했다. 올브라이트 소장은 상업용 위성사진 분석을 통해 사우디의 핵 관련 건축물 외관이 이란의 우라늄 농축시설과 비슷하다는 점도 지적했다. 이란 핵개발의 핵심 설비인 이스파한의 우라늄 농축시설도 중국이 설계한 것이다.

## 같이 보기
- 사우디아라비아의 핵무기 개발